# Прилуки (аэродром)
Авиабаза Прилуки —  бывший военный аэродром в Черниговской области, Украина.
На авиабазе имеются две параллельные ВПП длиной 3000 и 2800 метров с бетонным покрытием.
На 2024 год авиабаза частично демонтирована (снято радиолокационное и светотехническое оборудование, разобраны дальние стоянки), активно используется мотодельтапланеристами, а также парапланеристами.

## История
На авиабазе дислоцировались следующие самолёты-ракетоносцы 184-го гвардейского тяжёлого бомбардировочного авиаполка:
- Ту-16: с 1955 по 1984 год
- Ту-22М3: 1984—1991 гг; 1993—2000 гг
- Ту-160: с 1987 по 2000 год

25 апреля 1987 года авиабаза Прилуки первой в СССР получила стратегические ракетоносцы Ту-160. В 1991 году, на момент распада СССР, в Прилуках находилось 19 из 35 построенных Ту-160 в составе двух эскадрилий. В третьей эскадрилье базировались 6 учебно-тренировочных самолётов Ту-134УБЛ, которые обеспечивали обучение лётчиков и помогали продлить ресурс ракетоносцев.
8 марта 1992 года полк присягнул на верность Украине.
В 1993 году в связи с реформированием украинских ВВС на вооружение полка вновь были приняты 20 Ту-22М3. После распада СССР большинство Ту-160 украинских ВВС были поставлены на консервацию, кроме нескольких бомбардировщиков, а полк снова вооружили Ту-22М3.
18 февраля 1995 года в газете «Правда Прилуччини» так описывали боеспособность полка:
Содержание (без проведения полётов) самолёта Ту-160 нам обходилось (в ценах 1995 года) в 418 000 долларов в год. Лётчики последний раз поднимались в воздух в октябре 1994 года. Нет горючего. Пуски ракет не проводились с 1991 года.
16 ноября 1998 года Украина приступила к уничтожению Ту-160 по программе Нанна — Лугара («Программе совместного снижения угрозы»). В присутствии американских сенаторов Ричарда Лугара и Карла Левина был разрезан Ту-160 с бортовым номером 24, выпущенный в 1989 году и имевший 466 часов налёта. Вторым был уничтожен Ту-160 с бортовым номером 13, построенный в 1991 году и имевший налёт менее 100 часов.
8 сентября 1999 года в Ялте было подписано межправительственное соглашение между Украиной и Россией про обмен 8 Ту-160, 3 Ту-95МС, около 600 крылатых ракет Х-55 и аэродромного оборудования в уплату украинского долга за поставленный природный газ на сумму $285 млн.
5 ноября 1999 года Ту-160 с бортовым номером 10 стал первым, который перелетел в Россию, на авиабазу «Энгельс-2». Вот как описывает в своей статье «Перегон Ту-160 из Прилук в Энгельс» технический специалист С. Воронов, который принимал участие в подготовке Ту-160 к перелёту в Россию:
Первым отобранным к приемке и подготовке для перелета в Энгельс стал Ту-160 с бортовым номером «10». Самолёты Ту-160 ВВС Украины не поднимались в воздух по три — четыре года, исключение составляла как раз «десятка», принимавшая участие в параде 1998 г… Надо сказать, что в целом состояние самолётов Ту-160 было хорошим. Остаточный ресурс составлял 90 % от установленного. Все самолёты укомплектованы необходимым оборудованием и документацией. На них добросовестно выполнялись работы по хранению — видно было, что работы выполнялись «за совесть».
21 февраля 2000 года последние 2 Ту-160, проданные России, вылетели курсом на авиабазу «Энгельс-2».
30 марта 2000 года Ту-160 ВВС Украины с бортовым номером 26 перелетел в Полтавский музей дальней авиации. Впоследствии бомбардировщик был приведён в небоеспособное состояние. Это единственный Ту-160, который остался на территории Украины.
11 августа 2000 года произошла церемония прощания со знаменем 184-го полка. Знамя было передано на сохранение в Министерство обороны Украины. В ноябре 2000 года 184-й Гвардейский тяжёлый бомбардировочный авиаполк был окончательно расформирован.
2 февраля 2001 года был разрезан десятый Ту-160, последний из стратегических бомбардировщиков ВВС Украины, которые должны были быть уничтожены по договорённости с США.
По состоянию на 2012 год авиабаза Прилуки заброшена, почти все оборудование демонтировано (снято радиолокационное и светотехническое оборудование, разобраны дальние стоянки). По требованию США также были уничтожены земляные капониры, бомбоубежища, два склада горюче-смазочных материалов и другие объекты на авиабазе.
На территории бывшей авиабазы находится памятник Ту-16.
- Крылатая ракета Х-55 в Музее ВВС Украины, 2008 год.
- Крылатая ракета Х-55 в музее ХАЗ, 2011 год.
- Памятник Ту-16П (б/н 21) на бывшей авиабазе Прилуки, 2010 год.